# Chili con carne

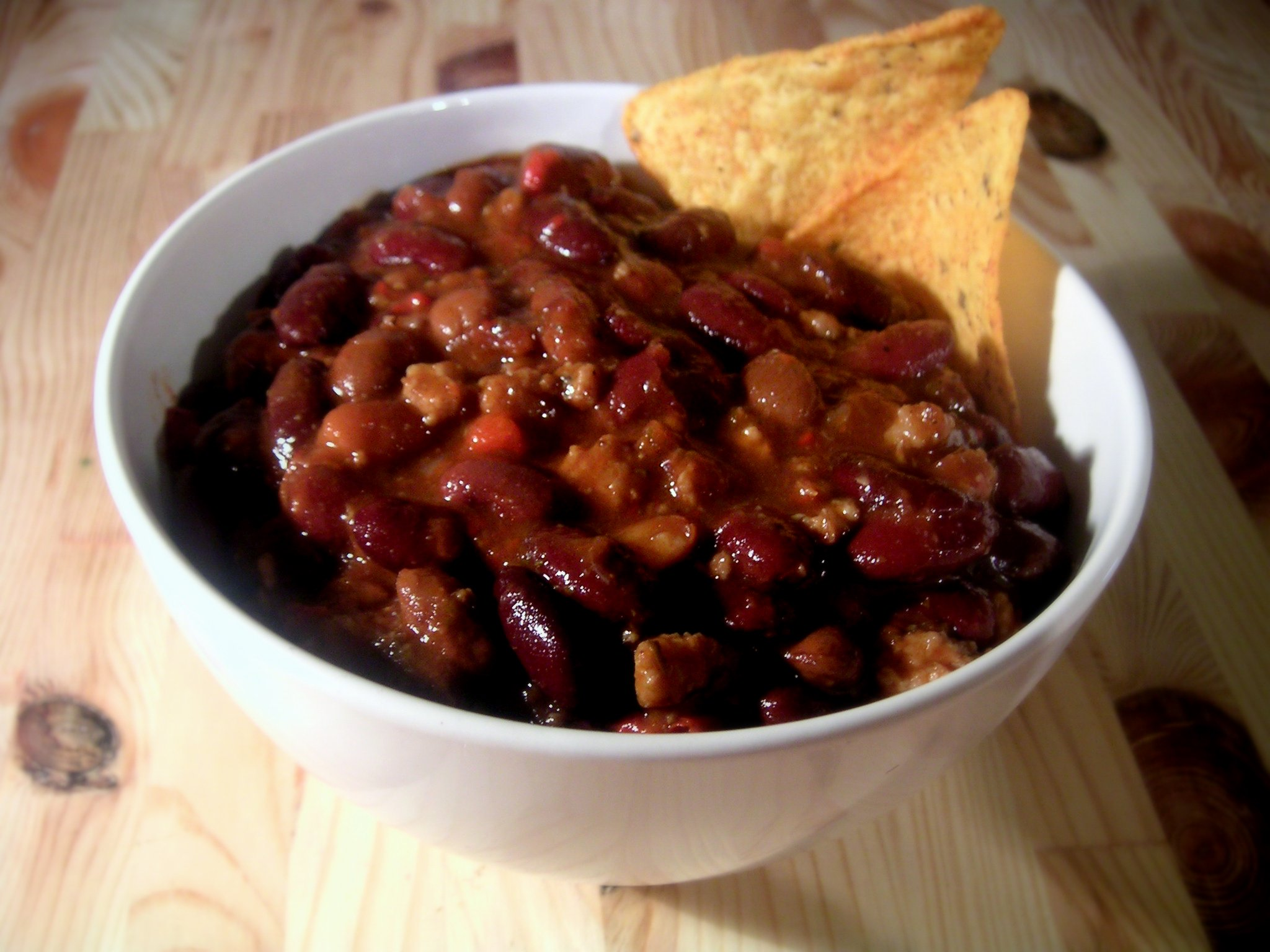
Chili con carne

Chili con carne, również pisownia chilli con carne (z hiszp. „chili z mięsem”) – tradycyjna potrawa kuchni teksasko-meksykańskiej, spotykana jako fastfood w amerykańskich barach. Główne składniki to: papryka chili, cebula, czosnek, pomidory i mielone lub drobno siekane mięso, zwykle wołowina. Potrawę przyprawia się za pomocą kminu rzymskiego (kuminu) i pieprzu. Dodaje się ziarna fasoli i kukurydzy oraz inne.
Składniki są drobno siekane lub rozcierane (w przypadku fasoli i kukurydzy zwykle dodaje się je w całości), następnie krótko smażone i duszone. Potrawę przyprawia się dość intensywnie. Dzięki zastosowaniu pomidorów danie ma czerwony kolor, a papryka chili nadaje ostry smak.
Chili con carne podaje się w tortilli meksykańskiej lub serwuje z gotowanym ryżem.

## Historia potrawy
Na temat powstania chilli con carne istnieje wiele legend. Opowieść o kobiecie w błękicie opisuje losy hiszpańskiej zakonnicy Marii z Ágredy, która miała wizje, podczas których jej duch opuszczał ciało i wędrował przez Atlantyk, aby krzewić chrześcijaństwo wśród Indian. Po powrocie z jednej z tych wypraw jej duch zapisał pierwszy przepis na chili con carne, który otrzymała od pogan.